# Praxis Makes Perfect
Praxis Makes Perfect je druhé studiové album dua Neon Neon, což je projekt, v němž působí velšský zpěvák Gruff Rhys a americký hudebník Boom Bip. Album vydala v dubnu roku 2013 společnost Lex Records. Na nahrávce se podílelo několik dalších hudebníků, mezi které patří například Cate Le Bon, Josh Klinghoffer a Sabrina Salerno. Album bylo nominováno na Welsh Music Prize. V britské hitparádě se umístilo na 43. příčce.

## Seznam skladeb
1. „Praxis Makes Perfect“ – 2:53
2. „The Jaguar“ – 3:01
3. „Dr. Zhivago“ – 3:51
4. „Hoops with Fidel“ – 2:54
5. „Hammer & Sickle“ – 2:51
6. „Shopping (I Like To)“ – 3:06
7. „Mid Century Modern Nightmare“ – 1:58
8. „The Leopard“ – 3:15
9. „Listen to the Rainbow“ – 3:24
10. „Ciao Feltrinelli“ – 4:02